# Lepidium karelinianum
Lepidium karelinianum är en korsblommig växtart som beskrevs av Al-shehbaz. Lepidium karelinianum ingår i släktet krassingar, och familjen korsblommiga växter. Inga underarter finns listade i Catalogue of Life.